# 精上皮腫
精上皮腫（せいじょうひしゅ、seminoma）とは精巣の胚細胞腫瘍の一種。セミノーマとも呼ばれる。

## ヒトの精上皮腫
精上皮細胞100%で構成される腫瘍はセミノーマと分類されるが、腫瘍内に精上皮細胞があっても精上皮細胞以外由来の腫瘍細胞が混ざっている場合、非セミノーマと分類される。
また、構成細胞が100%精上皮細胞であってもAFPが高値である場合は非セミノーマと分類される。

## 獣医学領域での精上皮腫
獣医学領域では、犬で最も多く認められる。馬、牛、羊、猫にも存在する。潜在精巣は素因の一つとなる。臨床症状は精巣の腫大のみであり、転移は稀。セルトリ細胞腫や間細胞腫と併発することもある。